# San Jose Spiders
Le San Jose Spiders sono state una franchigia di pallacanestro della NWBL, con sede a San Jose, in California, attive dal 2005 al 2006.

## Storia
Parteciparono a due campionati senza mai qualificarsi per i play-off. Scomparvero con il fallimento della lega.

## Stagioni
| Stagione | Lega | Denominazione    | V | P  | %    | Piazzamento | Play-off |
| -------- | ---- | ---------------- | - | -- | ---- | ----------- | -------- |
| 2005     | NWBL | San Jose Spiders | 5 | 19 | 20,8 | 6º          | -        |
| 2006     | NWBL | San Jose Spiders | 8 | 10 | 44,4 | 3º          | -        |